# Los Caparrapos
Los Caparrapos o Los Caparros (llamados en su época en el Clan del Golfo como Bloque Virgilio Peralta Arena) fue un GAO narcoparamilitar de Colombia que formaba parte del Conflicto armado interno del país. Son disidentes de las Autodefensas Gaitanistas de Colombia y/o Clan del Golfo. Realizaban masacres, asesinatos, extorsiones, desplazamiento forzado y manejan negocios de narcotráfico y minería ilegal. El Ministerio de Defensa les cambió el nombre en 2020 denominándolos Los Caparros, con el fin de evitar estigmatizar a los habitantes de Caparrapí (Cundinamarca). En junio de 2021 el gobierno Colombiano anuncia la desarticulación de Los Caparros con la muerte de su máximo líder Robinson Gil Tapias, alias "El flechas".

## Historia

### Antecedentes
En 1996 el narcoparamilitar, alias Macaco, creó una guardia personal con hombres que provenían de Caparrapí, apareciendo así lo que se denominaría como Los Caparrapos. Este grupo y otros más harían parte de las Autodefensas Unidas de Colombia (AUC) de Vicente Castaño.
Para los años 2000, el Bajo Cauca antioqueño se dividía entre los frentes paramilitares del Bloque Mineros comandados por alias Móvil 1 y Ramiro Vanoy, junto a el Bloque Central Bolívar de alias Macaco. En 2006 las AUC se desmovilizaron, pero buena parte de sus miembros se rearman para conformar grupos narcoparamilitares. En el 2008, los hombres que estaban al mando de Cuco Vanoy conforman la banda criminal Los Paisas, una franquicia del entonces llamado Los Urabeños. Los Paisas fueron abatidos y detenidos por la Fuerza Pública, y los sobrevivientes se unieron a Los Caparrapos. 
En 2011, Los Caparrapos empiezan a ser parte del proyecto de las Autodefensas Gaitanistas de Colombia o Clan del Golfo,denominados como Bloque Virgilio Peralta Arena, y en 2016, tras la desmovilización de las FARC-EP buscaron tomar el control del Nudo de Paramillo (región estratégica por los cultivos de coca, corredor del narcotráfico y minería ilegal). Tienen alianzas con el Cartel Jalisco Nueva Generación de México. Pese a su importante ascenso, han estado recibiendo fuertes golpes por parte de la Fuerza Pública desde diciembre de 2018, en el marco de la Operación Aquiles contra estas estructuras en la región. Sin duda, el más importante ocurrió en noviembre de 2020, cuando es abatido alias 'Caín', máximo cabecilla de esta organización. En diciembre de 2020 fue capturado el jefe de la organización Jaír Alexander Chavarría, alias ‘Alex’. El mando de la organización probablemente fue tomado por Robinson Gil Tapias alias 'Flechas', quien fue abatido por las autoridades en mayo de 2021.

### Guerra con el Clan del Golfo
Los Caparrapos habrían vendido presuntamente su franquicia en el Bajo Cauca antioqueño a la Oficina de Envigado, diezmada en Medellín debido a las capturas de sus líderes y al fracaso de sus negocios con los cárteles mexicanos, lo que hizo romper su alianza con el Clan del Golfo desatando una guerra desde 2017, en los territorios donde se encuentran los distintos eslabones de la cadena del narcotráfico y la minería ilegal de esta región, afectando a la población civil, en el 2019 la guerra dejó más de 200 muertos. Están posiblemente aliados con el ELN y las disidencias de las FARC-EP en su guerra contra el Clan del Golfo, que ha dejado una larga lista de masacres y de asesinatos selectivos principalmente en todo el Bajo Cauca, en 2020 la guerra se recrudeció dejando más de 10 masacres en medio de las vendettas entre ambos grupos armados, que a su vez genera desplazamientos entre las poblaciones de injerencia, para comienzos del 2021 su guerra se ha traslado incluso para otras ciudades, como fue el asesinato de alias "Chema" cabecilla de la organización  en Cartagena por parte del Clan del Golfo y sus retalaciones en ciudades como Santa Marta donde ya tiene pactos con "Los Pachenca" para dar de baja a cualquier integrante del Clan del Golfo.

## Financiación y delitos
Narcotráfico
Minería Ilegal
Desplazamiento forzado
Asesinato de líderes sociales.
Masacres

## Desarticulación
Los Caparros fueron uno de los cinco grandes grupos criminales de Colombia, junto con el Clan del Golfo, Los Pelusos, el Ejército de Liberación Nacional y las Disidencias de las FARC-EP. Entre sus delitos se encontraban el narcotráfico, secuestro, extorsión, desplazamiento forzoso, minería ilegal, reclutamiento de menores de edad, entre otros, razón por las cuales el gobierno colombiano estaba tras la desarticulación de este grupo criminal con la Operación Aquiles. En 2020 fue abatido por el ejército de Colombia su cabecilla Emiliano Alcides Osorio, alias Cain, en el Bajo Cauca antioqueño. Con la muerte de alias Cain, el mandó de la organización pasó a Robinson Gil Tapias, alias El Flecha, quien sería abatido por la fuerza publica colombiana en un enfrentamiento en mayo de 2021. Con la muerte de alias El Flecha, el ministro de Defensa colombiano, Diego Molano, anuncio el 1 de junio de 2021 que la banda criminal "Los Caparros" quedó oficialmente desmantelada en su totalidad.